# Humphreya
Humphreya là một chi nấm thuộc họ Ganodermataceae.